# Леб и сол (албум)
Леб и сол је албум првенац македонске групе Леб и сол. Албум је сниман током септембар 1977., док је албум изашао почетком март 1978. у издању ПГП РТБ-а. Албум садржи 9 песама од којих су хитови Кокошка, Нисам твој и Деветка.

## О албуму
Албум је сниман током септембар 1977. у Новом Саду. Разлог зашто су снимали у Новом Саду је то што су на Бум фестивалу 1977. извели композицију Под водом и У сенци. Пре Бум фестивала су били предгрупа Бијелом дугмету на концерту код Хајдучке чесме.
У време промоције овог албума, група наступа на фестивалу у Опатији март 1978..
Албум је праћен спотом за Под водом.

## Попис песама
| №  | Назив             | Трајање |  |
| 1. | Деветка           | 4:30    |  |
| 2. | Под водом         | 4:48    |  |
| 3. | Утринска тема     | 3:20    |  |
| 4. | Кокошка           | 5:00    |  |
| 5. | Нисам твој        | 3:20    |  |
| 6. | У сенци           | 3:41    |  |
| 7. | Чудо за три дана  | 2:50    |  |
| 8. | Песма о Соњи Х... | 5:09    |  |
| 9. | Дамар             | 3:28    |  |

## Обраде
Нисам твој - Он ме воли на свој начин (Габи Новак) - Магла (Јосипа Лисац)